# Mahamadou N’Diaye
Mahamadou Bamba N'Diaye (ur. 21 czerwca 1990 w Dakarze) – piłkarz malijski grający na pozycji środkowego obrońcy. Posiada także obywatelstwo senegalskie.

## Kariera klubowa
N'Diaye urodził się w Senegalu. Karierę piłkarską rozpoczynał w Mali, w klubie Tontien Bamako. Po grze w drużynie juniorów Tontienu odszedł do marokańskiego Wydadu Casablanca. W sezonie 2009/2010 wywalczył z Wydadem tytuł mistrza Maroka.
Latem 2010 roku N'Diaye podpisał kontrakt z portugalską Vitórią SC. 13 lutego 2011 roku zadebiutował w pierwszej lidze portugalskiej w przegranym 0:3 wyjazdowym meczu z Benfiką. 4 września 2011 w meczu z Nacionalem Funchal (4:1) strzelił swojego pierwszego gola w Portugalii.
29 lipca 2013 roku podpisał 4–letni kontrakt z pierwszoligowym Troyes AC. W 2018 roku wyjechał do Indonezji i najpierw grał w klubie Sriwijaya FC, a następnie trafił do Bali United Pusam.
| Sezon   | Klub             | Kraj       | Rozgrywki              | Mecze | Bramki | Rozgrywki Europy | Mecze | Bramki |
| ------- | ---------------- | ---------- | ---------------------- | ----- | ------ | ---------------- | ----- | ------ |
| 2009/10 | Wydad Casablanca | Maroko     | GNF 1                  | 15    | 0      | -                | -     | -      |
| 2010/11 | Vitória SC       | Portugalia | Primeira Liga          | 9     | 0      | -                | -     | -      |
| 2011/12 | Vitória SC       | Portugalia | Primeira Liga          | 18    | 3      | Liga Europy UEFA | 4     | 0      |
| 2012/13 | Vitória SC       | Portugalia | Primeira Liga          | 14    | 1      | -                | -     | -      |
| 2013/14 | Troyes AC        | Francja    | Ligue 2                | 21    | 0      | -                | -     | -      |
| 2014/15 | Troyes AC        | Francja    | Ligue 2                | 4     | 0      | -                | -     | -      |
| 2015/16 | Troyes AC        | Francja    | Ligue 1                | 1     | 0      | -                | -     | -      |
| 2016/17 | Troyes AC        | Francja    | Ligue 2                | 7     | 0      | -                | -     | -      |
| 2018    | Sriwijaya FC     | Indonezja  | Indonesia Super League | 12    | 4      | -                | -     | -      |

Stan na:  sierpień 2018.

## Kariera reprezentacyjna
W reprezentacji Mali N'Diaye zadebiutował w 2011 roku. W 2012 roku został powołany do kadry na Puchar Narodów Afryki 2012.